# Koturovi
Koturovi är ett samhälle i Bosnien och Hercegovina.   Det ligger i entiteten Republika Srpska, i den nordvästra delen av landet, 180 km nordväst om huvudstaden Sarajevo. Koturovi ligger 229 meter över havet och antalet invånare är 104.
Terrängen runt Koturovi är kuperad söderut, men norrut är den platt. Terrängen runt Koturovi sluttar norrut.Närmaste större samhälle är Prijedor, 17,0 km sydväst om Koturovi. 
I omgivningarna runt Koturovi växer i huvudsak lövfällande lövskog. Runt Koturovi är det ganska tätbefolkat, med 67 invånare per kvadratkilometer.